# 佐倉杏子
佐倉杏子（日语：／ Sakura Kyōko ?），是日本電視動畫《魔法少女小圓》的女主角之一。佐倉杏子亦在動畫電影《劇場版 魔法少女小圓》、若干衍生漫畫以及同名衍生商品中登場。日語版動畫的配音員是野中藍。舞台劇真人演員為齊藤京子（平假名櫸坂46）。
初期做為隱藏人物，是放映前唯一未曝光的主角。在片頭曲僅有不到1秒的鏡頭，第4話尾聲首次露臉。

## 設計
佐倉杏子是與巴麻美相反的類型，聲音被設計成反派角色。佐倉杏子在原計劃中的概念色彩是黃色，但是蒼樹梅後來繪製草圖設計時使用黃色來表示巴麻美。負責動漫人物設計的蒼樹梅原先並未設計出馬尾辮髮型。岸田隆宏則設計出馬尾辮頭髮、虎牙及喜歡糖果的個性。特典CD《告別的故事》 提到佐倉杏子的妹妹為「佐倉桃」（佐倉モモ，漢字具體寫法不明；配音員：設樂麻美）。
佐倉杏子使用有彈性、可彎曲和變形的長槍做為武器，可以變化成多節棍。她是一個具有豐富經驗的魔法少女，攻擊速度快並有強大攻擊力量和技術，但是防禦力令人驚訝的脆弱。杏子固有的幻惑魔法，可製造分身影像迷惑對手，被巴麻美命名為「Rosso Fantasma」（義大利文的「紅幽靈」），能力源於「說服人」的願望產生的幻象。原作中，此一能力在父親自殺身亡後消失。

## 特色
佐倉杏子有一頭扎著馬尾辮的紅色頭髮，有著虎牙。佐倉杏子持有紅色的靈魂寶石（soul gem），變身後會如胸針一般鑲嵌在鎖骨附近。變身後穿著無袖上衣，裙子從中間叉開，方便腿部活動。她喜歡糖果和一些垃圾食品。因為小時候有快餓死的經驗，所以絕對不允許他人浪費食物。
佐倉杏子的父亲是牧師，從小對她產生巨大影響。但後來因父亲宣扬的嶄新教義不被民眾普遍接受，全家過著飢寒交迫的貧苦日子。杏子为了让更多的人倾听父亲的信仰而许愿成为魔法少女，信徒因此蜂擁而至。但是父亲得知自己的信仰广为流传的原因是魔法後，因此怒罵杏子為魔女，開始酗酒墮落，最後带着杏子以外的家人（杏子母親和妹妹）自殺身亡，從此以後佐倉杏子決定只為自己使用魔法，成為利己主义者。沒有家人的她完全靠自己生存，並按照自己的方式自由地過活。跟焰的幾次談話裡可透露出她想試著去了解焰那重義氣的性格，在漫畫外傳與由真的相處可見其成熟溫柔的一面。
佐倉杏子戰力高強，是唯一從未敗北的主角。但若不計漫畫衍生外傳，則勝利後死亡率高達40%，且所有對人（魔法少女）的戰鬥皆無戰果。動畫版共遭遇9場戰鬥或衝突，次數為眾人最少，涵蓋隻身戰鬥4次，其中：勝利6次、中斷3次。
在《魔法少女小圓》的系列作品中，存在著魔法少女「魔女化」的設定，佐倉杏子的魔女型態是武旦的魔女。該魔女在PSP電子遊戲《魔法少女小圓 PORTABLE》佐倉杏子線中登場，性質為自棄。魔女外觀是騎著馬的蠟燭頭中國風衣騎士。

## 劇情
來自與故事舞台見瀧原市相鄰的「風見野市」的魔法少女。武器是可自由伸縮、彎曲、分離的多節棍長槍。經常食用點心與垃圾食物，因為過去的境遇，絕不容許有人浪費食物。

### 魔法少女小圓
佐倉杏子是原定替補死去的巴麻美而前往見瀧原的魔法少女。因為自己的願望使家庭破滅，從此以後佐倉杏子決定只為自己使用魔法，成為利己主义者。
她身為魔法少女的行事作風與美樹沙耶香完全相反，兩人因此互相敵對，甚至打了起來，不過被曉美焰與鹿目圓介入打斷。雖然杏子一開始跟沙耶香互相敵對，但其實是對沙耶香「為了他人許願」感同身受，令她想起過去天真的自己。杏子後来頗關心沙耶香，其重義氣且直率衝動的性格也與沙耶香非常相似，不過她不太善於表達自己溫柔的一面。杏子在第9话中帶著鹿目圓一起試圖拯救變成「人魚魔女」的美樹沙耶香，卻反被攻擊而受到重傷。最後她將鹿目圓託付給曉美焰，釋放出靈魂寶石的所有魔力，發動自殺攻擊與沙耶香同归于尽。
佐倉杏子後來受鹿目圓在最終話許下願望的影響，失去了死亡的原因（魔女）。佐倉杏子最終在「圓環之理」（円環の理；Law of Cycles）重新構築的世界中復活，與曉美焰跟巴麻美一同戰鬥並見證美樹沙耶香作為魔法少女的終結。杏子對於沙耶香的消失感到非常悲傷。

#### ［新篇］叛逆的物語
在［新篇］叛逆的物語，佐倉杏子在「見瀧原」與美樹沙耶香同居，每天晚上與鹿目圓等人組成的5人團隊一同討伐夢魘。由於家鄉風見野市已無夢魘出沒，相當和平，因此佐倉杏子應巴麻美之邀搬家，並轉入見瀧原中學。
某一天，同為魔法少女的轉學生·曉美焰質疑佐倉杏子的過往記憶，為確認記憶的可靠性，兩人打算前往風見野市。經過多次失敗後，他們得到「自己的記憶被某人捏造」的確信。在曉美焰的建議下，兩人暫時對「受騙」一事佯裝不知情。
不久後真相全部判明，眾人所在的是捏造的見瀧原（偽街；false town），其真面目是曉美焰構築的魔女結界，美樹沙耶香其實是「圓環之理隨從」一般的存在。佐倉杏子得知「沙耶香已死的夢」乃是現實，也認識到2人將在風波結束後離別。心靈相通的他們最後使出合體技「巨大長槍」扎穿曉美焰的魔女結界，奠定此戰勝利的基石。
在「惡魔」曉美焰改變後的世界，杏子仍然在見瀧原中學上學。

### 魔法少女小圓 〜The different story〜
佐倉杏子在漫畫《魔法少女小圓 〜The different story〜》中，因追逐魔女來到見瀧原，並因此認識巴麻美。杏子因認同麻美的理念而成為她的弟子。在麻美的教導下，杏子快速成長，但是她的父亲带着家人自殺身亡後，杏子決定與麻美分道揚鑣，離開見瀧原。後來她再度回到見瀧原，並與麻美發生戰鬥。其後為了拯救麻美而使用幻惑魔法，使麻美誤以為自己的靈魂寶石已被淨化，她在麻美昏迷後進入「人魚魔女」的結界，並將僅剩的悲嘆之種用在麻美的身上。最終，在魔女結界中力竭而亡。

### 魔法少女小圓［魔獸篇］
佐倉杏子與美樹沙耶香、巴麻美共同組成以麻美為首的3人團隊，討伐出沒於見瀧原的魔獸。為了開會方便，杏子平日穿著制服，偽裝學生進出見瀧原中學。在出動時，杏子常與沙耶香打鬧吵嘴，在沙耶香出現戀愛煩惱後，杏子建議她「坐視魔獸侵蝕仁美的心智」卻被立即拒絕。各自秉持利己主義與正義感的2人自此決裂，在私鬥中，杏子意外發現沙耶香的靈魂寶石異常混濁。
其後不久，杏子聽從麻美的勸告與沙耶香重修舊好，但後者隨即在與涅槃魔獸的戰鬥中陣亡（如正篇故事最終話），轉學生曉美焰填補了團隊的空缺。數日後，杏子答應與巧遇的焰組成魔獸攻守同盟，並在月台上意外遭遇仁美，且被後者追問「沙耶香的下落」。就在杏子決心吐實之際，本應消失的「沙耶香」卻突然現身了。經過一連串交流後，「沙耶香」現出人形擬態外觀的魔獸的真面目，杏子隨即追擊，但未果……

### 魔法紀錄 魔法少女小圓外傳
面臨風見野和見瀧原魔女銳減的情况時，自巴麻美身上得知魔女集中於神濱市。進入該地，陸續結識環彩羽一行人，得知了與魔女不同的「謠言」及其管理者「Magius之翼」的存在。隨後，自美樹沙耶香身上得知麻美叛離與魔法少女的真相後，再次隻身回訪神濱，為釐清真相潛入Magius之翼臥底。與麻美重逢之初內心動搖，但見識Magius的洗腦手段後決定退出。回到見瀧原，救出被囚於結界的沙耶香、鹿目圓、曉美焰之後結隊攻入神濱，與彩羽一行人聯手對Magius之翼開戰。在Hotel Fenthope（ホテル・フェントホープ）崩壞之後，與眾人對抗被Magius召喚到神濱市的最強魔女－魔女之夜。
在電視動畫版，首次造訪神濱時，受到天音月夜、月咲姐妹的勸誘，一度加入Magius之翼，但因「難以信任」而迅速退出。

### 魔法少女小織
佐倉杏子在漫畫外傳《魔法少女小織》中作為主要角色之一出場。她來到見瀧原後，因為與魔女的戰鬥遇見了千歲由真，從由真的境遇中想起了以前的自己，一直照顧著孤獨的千歲由真，並教導她一個人活下去的技術。後來因白衣魔法少女（美國織莉子）的設計造成千歲由真與丘比（QB）簽約而憤怒不已，一心想找出白衣魔法少女作個了斷。
丘比將杏子喚來見瀧原的真正原因，在於牽制失控的織莉子。

## 影響

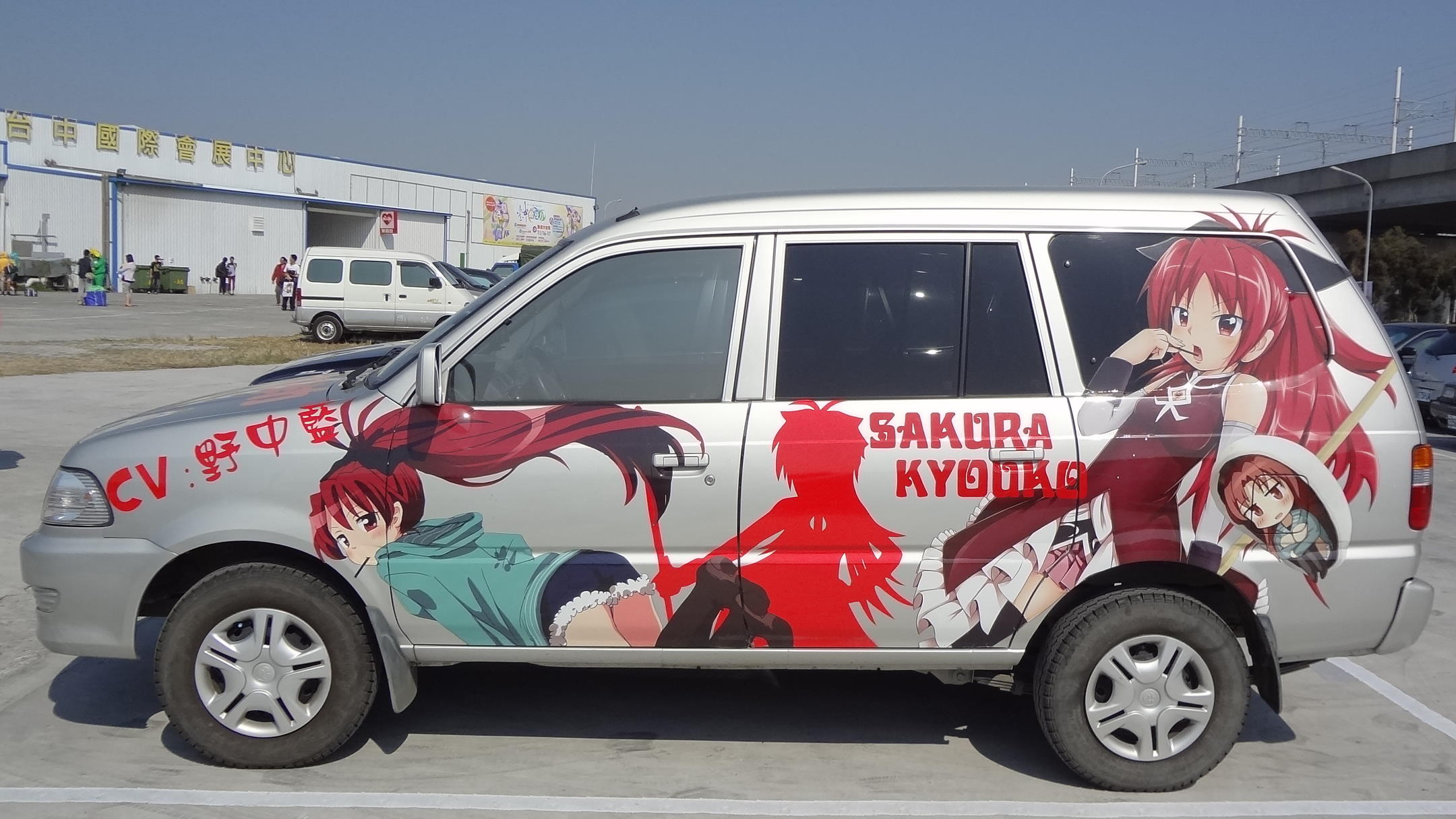
一台佐倉杏子的主題痛車。

### 製作評論
佐倉杏子原先以反派角色的形象出現，但是最後反而變成一個具有俠義精神的角色，形象完全轉變。編劇虛淵玄認為佐倉杏子行為類似反派角色，內心則保持平靜的狀態，但是其實她並不喜歡如此。佐倉杏子認為如果可以拯救美樹沙耶香，就可以拯救自己的心靈，否則將面臨真正的絕望。

### 人物評價
文學批評家山川賢一的分析稱「與粗暴的外表相反，杏子的行動常常是慎重的」，包括對美樹沙耶香的戰前偵查（第4話結尾）、與曉美焰對峙時的情報刺探（第6話）、與焰結盟前後的準確提問（第6、7話）、對焰與沙耶香行蹤的精確掌握（第8話）、與「人魚」魔女戰鬥前的沙盤推演等，都展現了她深思熟慮、講邏輯的一面。即使是個性冷淡的曉美焰，也將佐倉杏子視為最優先合作對象（可見劇中為攻打「魔女之夜」、探索「見瀧原的外部」的兩度結盟）。
THEM Anime Reviews的瓊斯（Tim Jones）為文描述「曉美焰與佐倉杏子擁有本系列最發達的背景故事」。

### 相關活動
佐倉杏子由於與美樹沙耶香的互動密切，而被網友促成百合。其CP名稱多為「紅藍」、「KyoSaya」（杏さや）。
佐倉杏子於2011年被選為「導盲犬普及支援」的主題人物。在為慶祝《劇場版 魔法少女小圓》上映而舉辦的角色名言前15名投票中，包括第9話所說的「一個人很寂寞吧……好吧，就讓我陪你一起走吧」、第7話所說的「要吃一個嗎？」都被票選其中，並且分別排行在第1名、第11名。另外在日本網路論壇2ch舉辦的2011年動畫最萌大賽（アニメ最萌トーナメント；人氣動畫女角評選），佐倉杏子最終獲得準優勝（第2名）。2013年入圍四強，2014年入圍八強。2011年在臺灣網路論壇PTT「C洽最萌大賽」獲得殿軍（第4名）。

### 商品銷售與其他
佐倉杏子身為魔法少女主要角色之一，在《魔法少女小圓》的藍光光碟以及DVD光碟第4卷以及第6卷的封面包裝中出現。許多與佐倉杏子相關的玩偶也陸續推出，其中主要設計人形玩偶的Good Smile Company分別推出過數款figma人偶與黏土人玩偶。在2011年時由Good Smile Company公布的銷售排行榜之中，黏土人模型排行第11位，figma人偶則是第7位，Amazon.co.jp公布的銷售排行榜之中，黏土人模型排行第8位。

## 外部連結
- http://www.madoka-magica.com/tv/character/index.html（页面存档备份，存于）（日語）
- 互联网电影数据库（IMDb）上「佐倉杏子（页面存档备份，存于）」的资料（英文）
- 角色/佐倉杏子 - KomicaWiki（页面存档备份，存于）（中文）